# Achimenes patens
Achimenes patens är en tvåhjärtbladig växtart som beskrevs av George Bentham. Achimenes patens ingår i släktet Achimenes och familjen Gesneriaceae. Inga underarter finns listade i Catalogue of Life.

## Bildgalleri

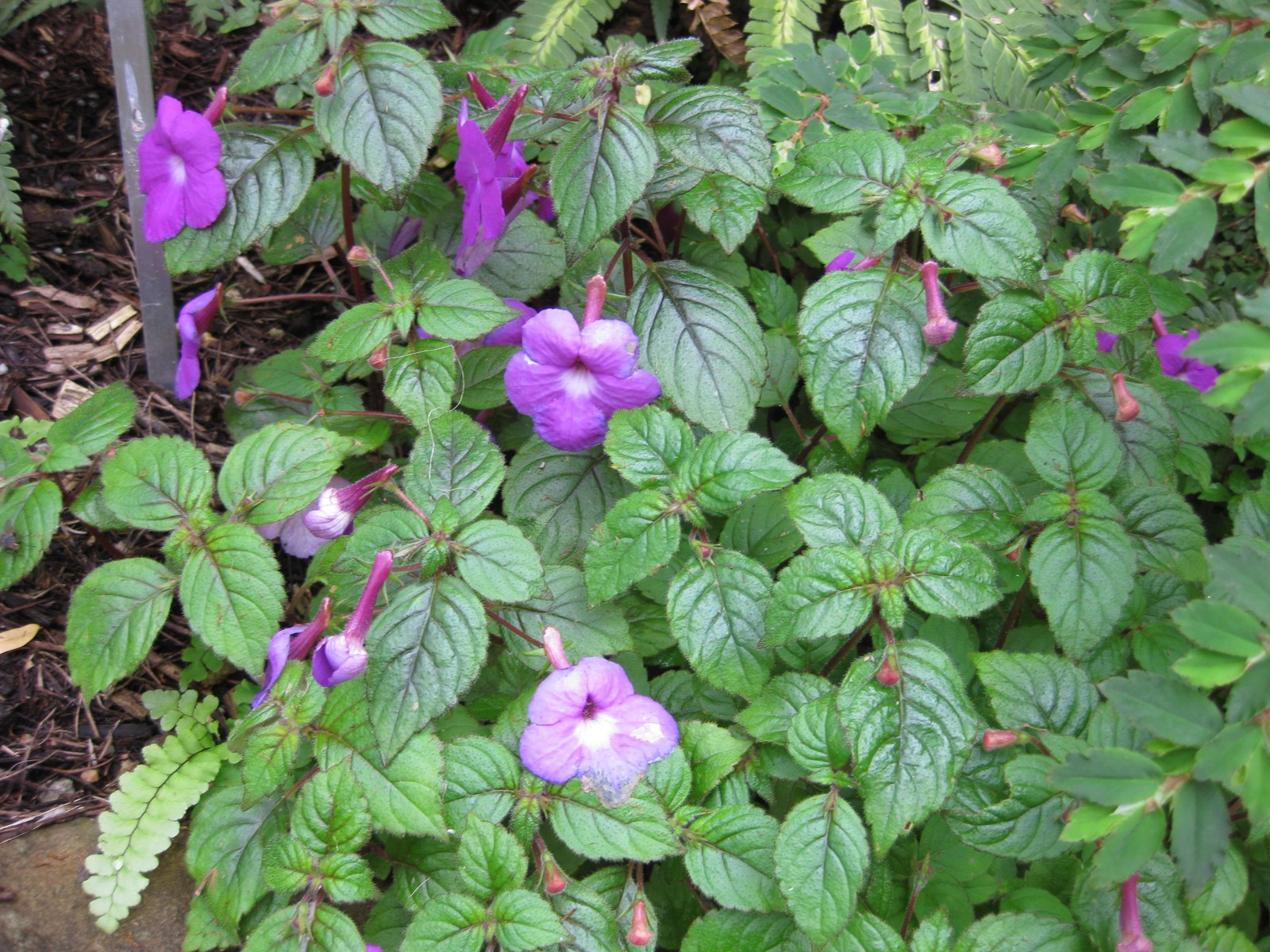
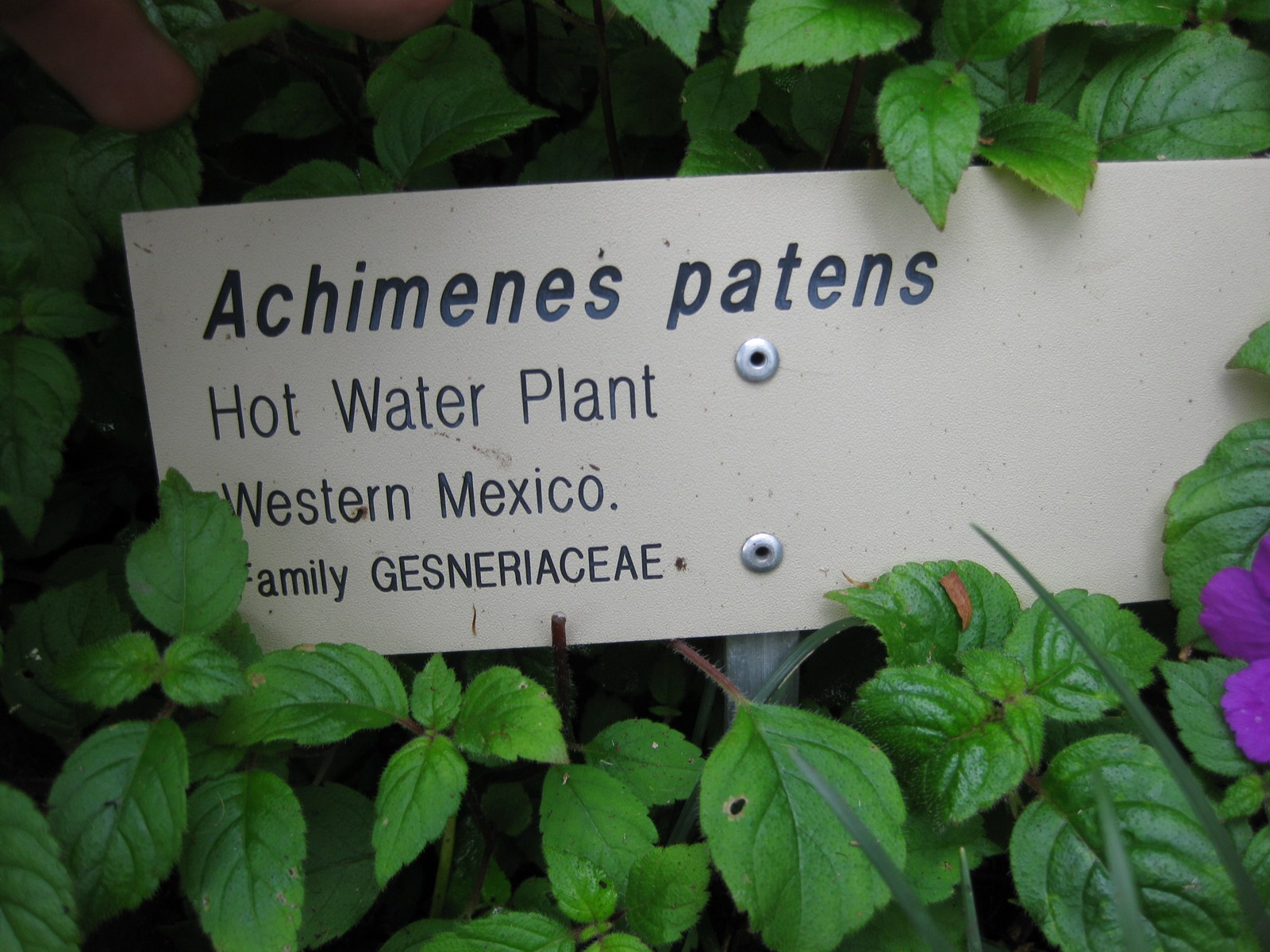